# Сент-Мари-Лапануз
Сент-Мари́-Лапану́з (фр. Sainte-Marie-Lapanouze, окс. Senta Maria la Panosa) — коммуна во Франции, находится в регионе Лимузен. Департамент — Коррез. Входит в состав кантона Нёвик. Округ коммуны — Юссель.
Код INSEE коммуны — 19219.
Коммуна расположена приблизительно в 390 км к югу от Парижа, в 100 км юго-восточнее Лиможа, в 50 км к востоку от Тюля.

## Население
Население коммуны на 2008 год составляло 59 человек.
| 1962 | 1968 | 1975 | 1982 | 1990 | 1999 | 2008 |
| ---- | ---- | ---- | ---- | ---- | ---- | ---- |
| 82   | 88   | 71   | 66   | 53   | 43   | 59   |

## Экономика
В 2007 году среди 38 человек в трудоспособном возрасте (15-64 лет) 25 были экономически активными, 13 — неактивными (показатель активности — 65,8 %, в 1999 году было 69,6 %). Из 25 активных работали 22 человека (11 мужчин и 11 женщин), безработных было 3 (2 мужчин и 1 женщина). Среди 13 неактивных 5 человек были учениками или студентами, 4 — пенсионерами, 4 были неактивными по другим причинам.

## Достопримечательности
- Средневековая церковь Успения Богоматери. Памятник истории с 1987 года[3]
- Крест на кладбище. Памятник истории с 1927 года[4]

## Фотогалерея

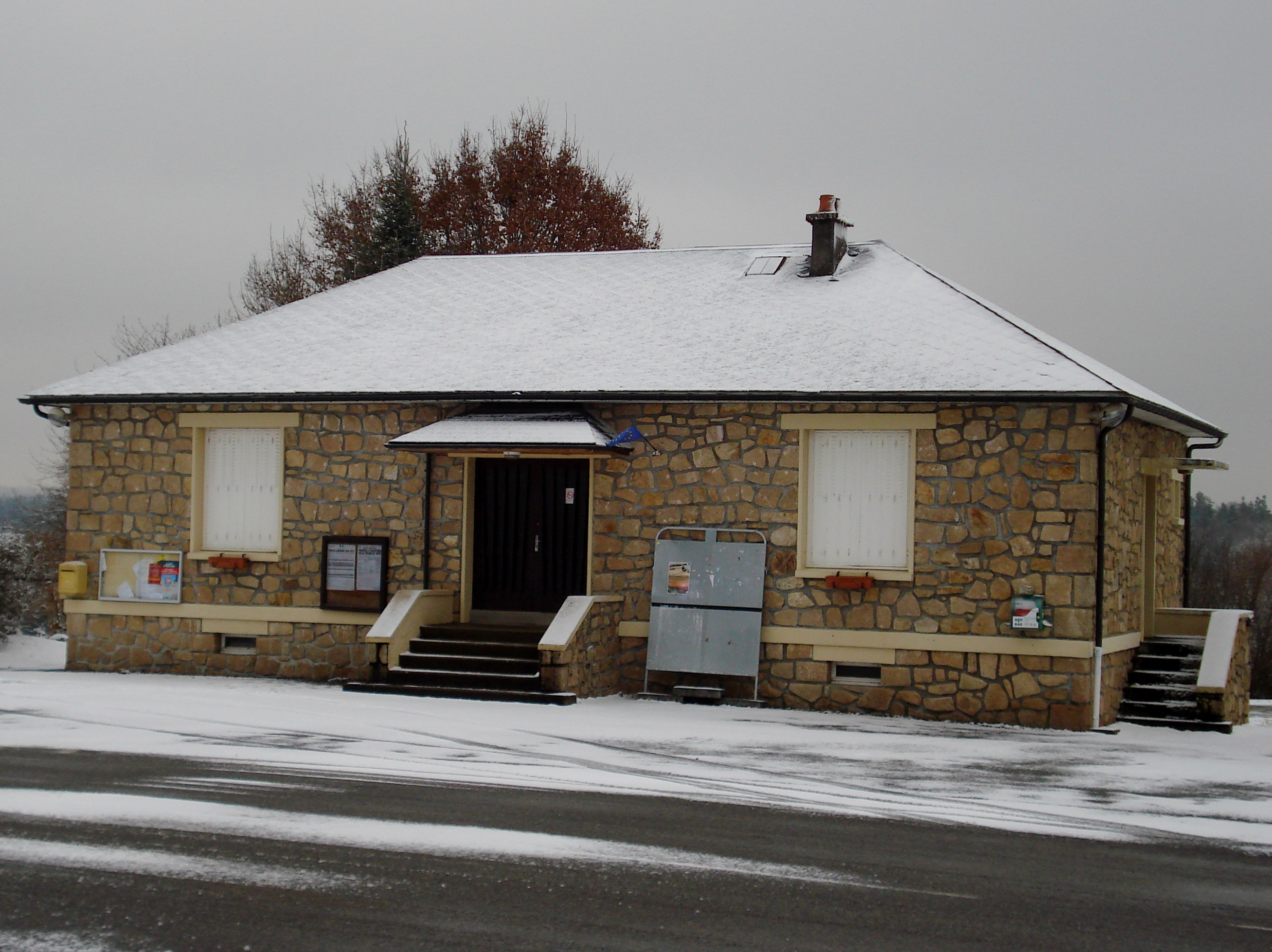
Мэрия
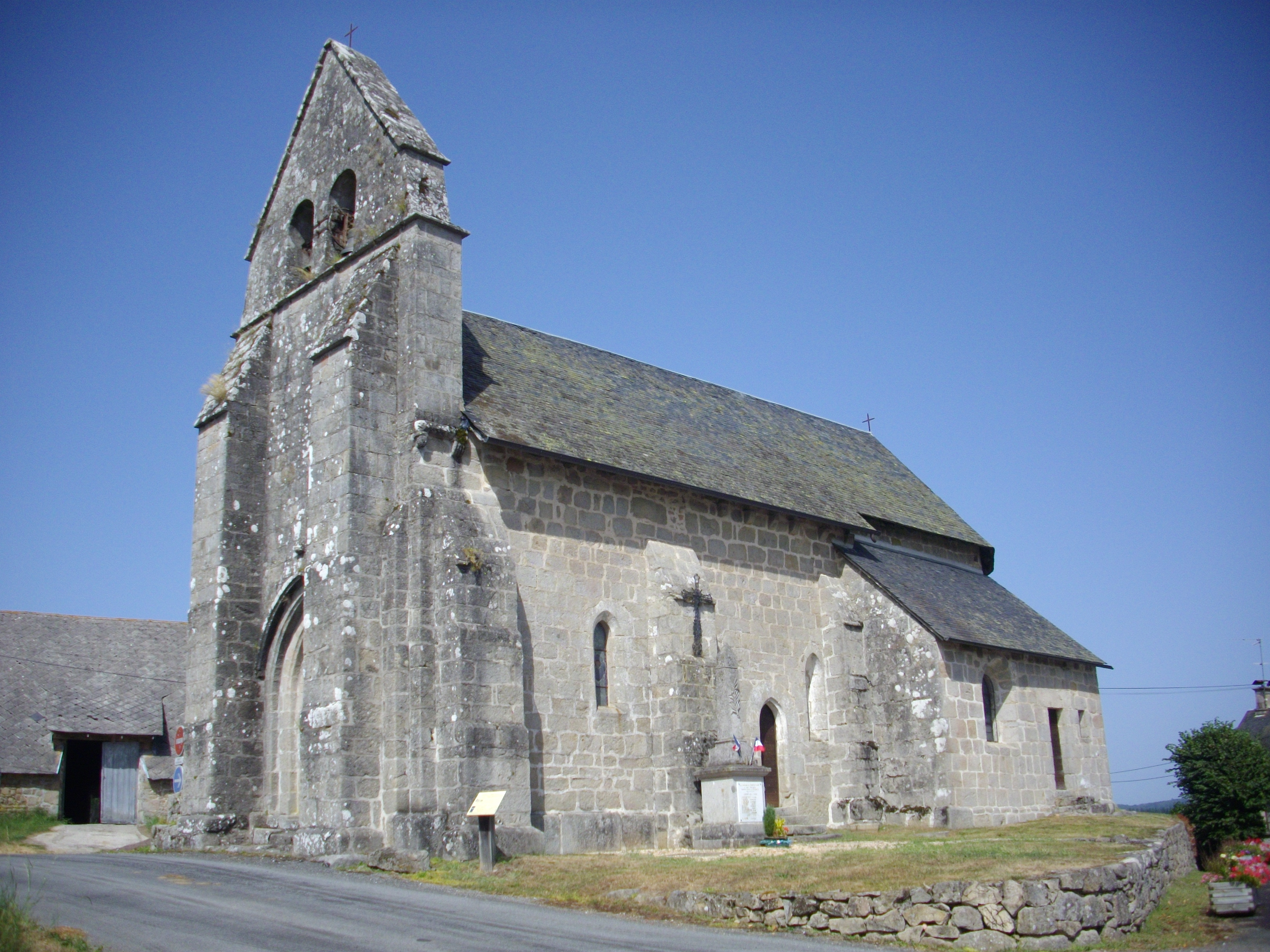
Церковь Успения Богоматери
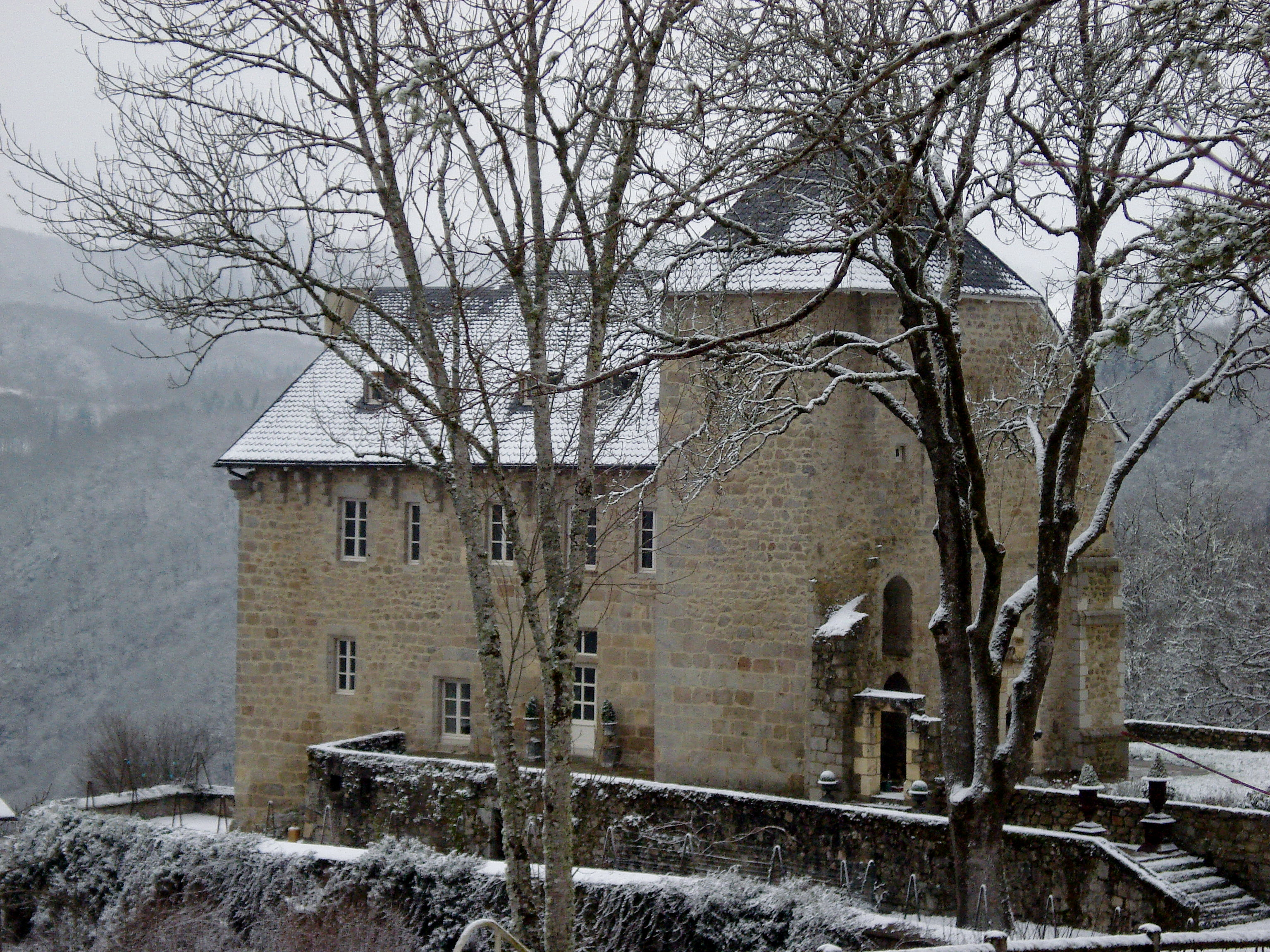
Замок Англар
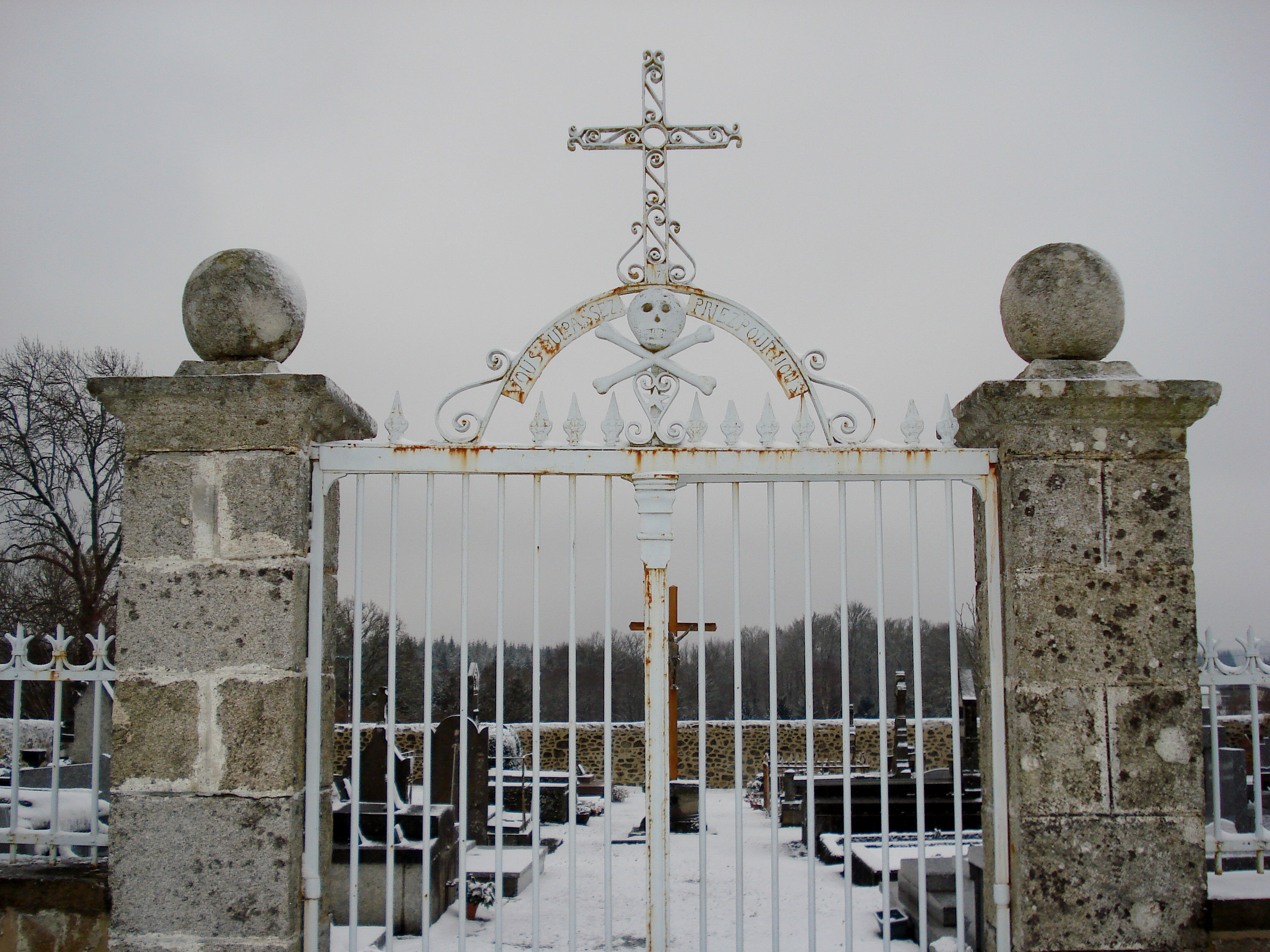
Вход на кладбище